# Casa de la Palabra José Emilio Pacheco
La Casa de la Palabra José Emilio Pacheco es un centro cultural de la Ciudad de México ubicado en el barrio de Nextengo de la delegación Azcapotzalco. En ella se realizan actividades relacionadas al arte y la cultura. Fue inaugurada el 26 de septiembre de 2006 por el escritor al que rinde honor. Depende de la administración delegacional.
En la inauguración del recinto además del autor, estuvieron presentes Cristina Pacheco y Elena Poniatowska.

## Actividades
El centro realiza cursos y talleres especializados en literatura como poesía, guion cuento y crónica; periodismo cultural y de cine. También ofrece actividades infantiles, encuentros de cronismo y eventos relacionados al Día de Muertos.